# Chrusty (powiat szamotulski)
Chrusty – wieś w Polsce położona w województwie wielkopolskim, w powiecie szamotulskim, w gminie Kaźmierz.
Wieś otaczają niewielkie obszary leśne. 
Pod koniec XIX wieku Chrusty miały status kolonii i liczyły 9 domostw i 103 mieszkańców. 88 z nich było katolikami, pozostali ewangelikami. W latach 1975–1998 miejscowość administracyjnie należała do województwa poznańskiego.